# Bous (Lussemburgo)
Bous (lussemburghese: Bus) è un comune del Lussemburgo sud-orientale. Fa parte del cantone di Remich, nel distretto di Grevenmacher.
Nel 2005, la città di Bous, capoluogo del comune che si trova nella parte orientale del suo territorio, aveva una popolazione di 505 abitanti. Le altre località che fanno capo al comune sono Assel, Erpeldange e Rolling.